# Mobilní platba

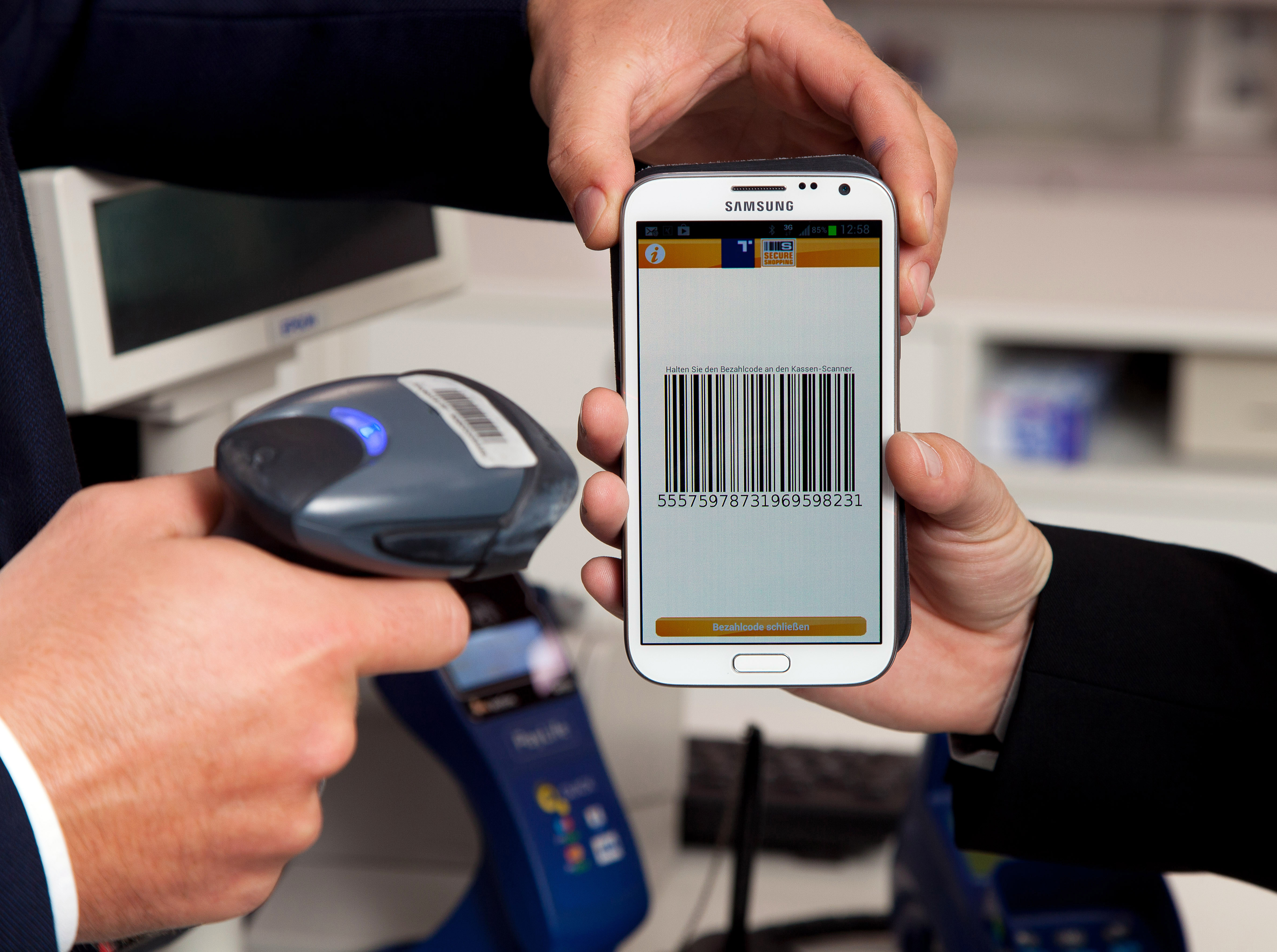
Mobilní platba provedená skenováním čárového kódu na platební mobilní aplikaci na smartphonu

Mobilní platba je taková platba, při které je použit mobilní telefon, který s pomocí různých technologií zaúčtuje částku transakce na vrub telekomunikačního či jiného účtu zákazníka (např. běžného účtu, platební karty, virtuální karty apod.). Musí se ale jednat o platbu přes mobilní telefon, GSM POS platební terminály a jiné mobilní zařízení sem nespadají. Jsou použity různé technologie, např. SIM Toolkit a SMS, hlas, datový provoz, Bluetooth, NFC apod.
Namísto hotovostní platby, šeku nebo kreditní karty tak může zákazník platit pomocí mobilního telefonu za širokou škálu služeb a zboží jako např. hudbu, video, vyzváněcí tóny, používání online her, tapety do mobilního telefonu, dopravné (autobus, metro, vlak), parkovné, knihy, časopisy, vstupné a další produkty či služby.
Existují čtyři základní modely mobilního platebnictví:
- Premium SMS založené na transakčních platbách
- Přímé mobilní vyúčtování
- Mobilní internetové platby WAP
- Bezkontaktní NFC (Near Field Communication)

Mobilní platebnictví bylo dobře přijato v mnoha zemích Evropy a Asie. Do roku 2013 se počítalo, že všechny varianty mobilního platebnictví dosáhnou celosvětově zisku kolem 600 milionů dolarů, zatímco na trhu mobilních plateb za zboží a služby zahrnující bezkontaktní transakce NFC a platební převody, se počítalo celosvětově do roku 2013 se ziskem kolem 300 milionu dolarů. Některá platební řešení se také používají v rozvojových zemích k účelům mikroplateb.
K platbě mobilním telefonem s připojením na internet lze použít i QR kódu. Tento způsob transakce ale může být nebezpečný, pokud uživatel naskenuje falešný QR kód.

## Mobilní platební systémy
- Google Pay
- Apple Pay
- WeChat Pay
- Alipay